# Mina de Daroca
La Mina de Daroca (provincia de Zaragoza, España) es obra de Quinto Pierres Bedel, ingeniero, arquitecto y escultor francés, especialista en obras hidráulicas que disfrutó de gran prestigio en Aragón durante el reinado de Felipe II. 
En 2002 fue declarado Bien de Interés Cultural con categoría de Monumento.

## Descripción
La calle Mayor de Daroca era un barranco natural que funcionaba como tal cuando las lluvias eran fuertes. El fin del túnel era desviar las aguas directamente hacia el río Jiloca. 
Su construcción comenzó en 1555, acabando la perforación del túnel en 1560 y el resto de las obras dos años más tarde. Tiene una longitud de 780 varas (unos 650 metros), y una sección de 8 varas de anchura (6,7 metros) y otras tantas de altura.
La Mina de Daroca es el túnel moderno para usos hidráulicos más antiguo de Europa y constituye una de las obras más importantes realizadas en España por este ingeniero. Se trata de una obra sobria, elegante, bien concebida y de excelente ejecución, reflejándose todo esto en el buen estado en el que se conserva.

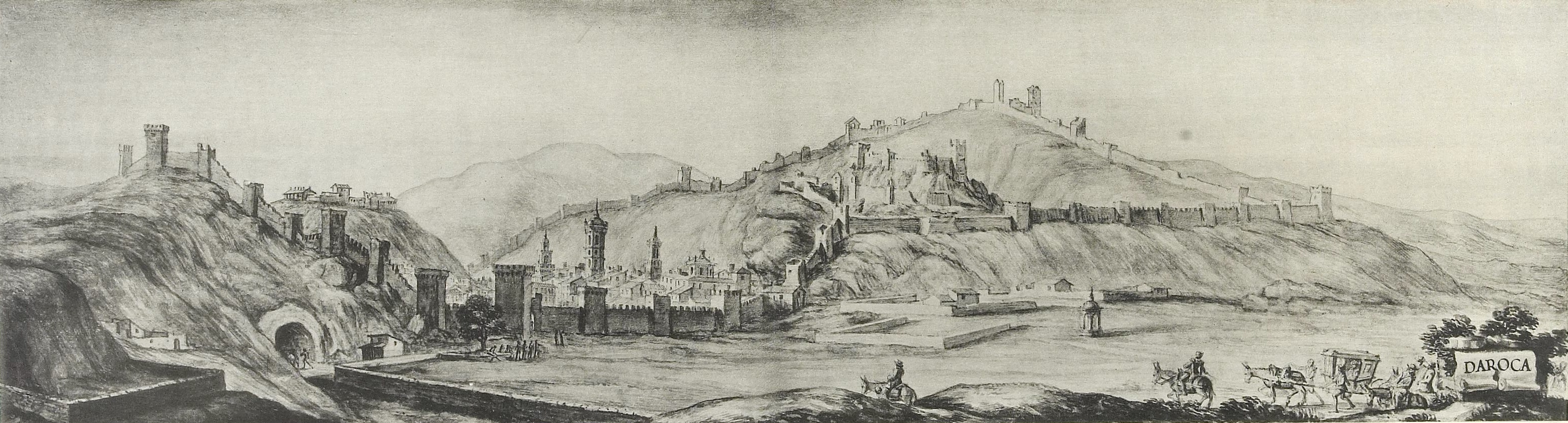
Daroca en 1668 según una acuarela de Pier Maria Baldi. A la izquierda puede verse la boca de la mina.